# فلوتریمازول
فلوتریمازول (انگلیسی: Flutrimazole) یک داروی ضد قارچ با طیف گسترده است. از این دارو برای درمان موضعی قارچ‌های سطحی پوست استفاده می‌شود. فلوتریمازول یک مشتق از ایمیدازول است. فعالیت ضد قارچی آن در پژوهش‌های in vivo و in vitro نشان داده شده است که با کلوتریمازول قابل مقایسه و بالاتر از بیفونازول است.

## مکانیسم عمل
این دارو با مهار فعالیت آنزیم لانوسترول 14 α-دمتیلاز، در سنتز ارگوسترول تداخل ایجاد می‌کند.